# Муртер
Муртер (на хърватски: Murter; на италиански: Mortero; на латински: Colentum) е хърватски остров в Адриатическо море в централната част на далматинското крайбрежие.

## Общи сведения
Муртер има площ от 18,6 км². Най-високата му точка е връх Радуч (125 м), разположен на запад от едноименното градче Муртер. От далматинското крайбрежие островът е отделен с тесен канал с ширина около 20 метра. С континента е свързан с мост построен на 8 км от курортното градче Водице.
На запад от Муртер е разположен архипелагът Корнатски острови, голяма част от който е обявен за национален парк под името Корнати. От него Муртер е отделен със залив, познат под името Муртерско море.

## История
Муртер подобно на останалите адриатически острови е обитаван от древността. Клавдий Птолемей споменава острова с името Скардона, а по-късно той е познат като Мортари. Близо до градчето Бетина на острова са открити следи от селище от времето на илирите, а по-късно и на римляните, наречено Колентум. През 1293 г. островът е познат под името „Вила Магна“ със значение на голямо село. Днешните малки градчета Бетина и Тисно по всяка вероятност са построени в началото на XV в., когато на острова се стичат бежанци от континента, търсещи спасение от османците. От XV в. островът е собственост на Венеция.
След Първата световна война Муртер влиза в състава на Кралството на сърби, хървати и словенци, а след Втората световна война става част от Югославия. От 1991 г. след разпада на Югославия принадлежи на независима Хърватия.

## Население
Муртер попада в очертанията на Шибенишко-книнска жупания. Едноименният град Муртер се намира в северозападната част на острова. Останалите градчета са Бетина, Йезера и Тисно. При преброяването от 2011 г. е установено, че населението на острова наброява 4895 жители.
Населението се занимава основно с отглеждане лозя и маслинови дръвчета, с производство на зехтин и вино, с риболов и туризъм като е особено популярен сред любителите на яхтите и водолазния спорт.